# (7234) 1986 QV3
A (7234) 1986 QV3 a Naprendszer kisbolygóövében található aszteroida. Henri Debehogne fedezte fel 1986. augusztus 29-én.